# IC 3811
IC 3811 је појединачна звијезда у сазвјежђу Береникина коса која се налази на листи објеката дубоког неба у Индекс каталогу.
Деклинација објекта је + 21° 27' 44" а ректасцензија 12h 49m 25,6s.